# ジェームズ・ダーシー (初代ナヴァンのダーシー男爵)
初代ナヴァンのダーシー男爵ジェームズ・ダーシー（英語: James Darcy, 1st Baron Darcy of Navan、1650年8月21日 – 1731年7月19日）は、イギリスの政治家、アイルランド貴族。

## 生涯
ジェームズ・ダーシー（1617年 – 1673年）とイサベル・ワイヴィル（Isabel Wyvill、第2代準男爵サー・マーマデューク・ワイヴィルの娘）の息子として、1650年8月21日に生まれた。1668年4月11日、ケンブリッジ大学シドニー・サセックス・カレッジに入学した。
1698年イングランド総選挙でヨークシャーのリッチモンド選挙区から出馬、親族の第3代ホルダーネス伯爵ロバート・ダーシーの影響力により当選を果たした。1701年11月イングランド総選挙で出馬しなかったほかは1705年まで当選を果たしたが、議会活動は少なかったという。また、後援者の第3代ホルダーネス伯爵がホイッグ党に所属したためジェームズもホイッグ党を支持するものとされたが、実際はトーリー党のウィリアム・ブロムリーを追随した。タッカーをめぐる採決でタッカーを支持したため、第5代ウォートン男爵トマス・ウォートンの怒りを買い、ウォートンは1705年イングランド総選挙で対立候補ウォートン・ダンチ（Wharton Dunch）を立て、ダーシーを落選させた。ダーシーは選挙申し立てをしたが、申し立ての審議が終了する前にダンチが死去して、補欠選挙が行われる運びとなったため、ダーシーは申し立てを取り下げた（ただし、ダーシーは補欠選挙には立候補しなかった）。
1721年9月13日、アイルランド貴族であるミーズ県におけるナヴァンのダーシー男爵に叙された。この爵位には特別残余権が明記されており、娘メアリーとウィリアム・ジェソップの間の息子ジェームズは爵位の継承権を有するとされた。この時期のダーシーについては情報が少なく、叙爵が政治観の変化を表しているほかは知られていることがほとんどなかったという。
1731年7月19日に死去、特別残余権に基づき娘メアリーの息子ジェームズが爵位を継承した。

## 家族
ダーシーは4度結婚した。1人目の妻はベシア・ペイラー（Bethia Payler、1652年頃 – 1671年11月19日、ジョージ・ペイラーの娘）で、2人目の妻はアン・ストール（Anne Stawell、初代ストール男爵ラルフ・ストールの娘）だった。
1693年10月19日、メアリー・ヒックス（Mary Hickes、1710年没、第2代準男爵サー・ウィリアム・ヒックスの娘）と再婚した。
1725年4月6日、マーガレット・ガース（Margaret Garth、1758年8月9日没）と再婚した。
2人目の妻との間に3女をもうけたが、それ以外の妻との間に子供はいなかった。